# Giusvalla
Giusvalla é uma comuna italiana da região da Ligúria, província de Savona, com cerca de 425 habitantes. Estende-se por uma área de 19 km², tendo uma densidade populacional de 22 hab/km². Faz fronteira com Cairo Montenotte, Dego, Mioglia, Pareto (AL), Pontinvrea, Spigno Monferrato (AL).

## Demografia
| Variação demográfica do município entre 1861 e 2011                               |
|                                                                                   |
| Fonte: Istituto Nazionale di Statistica (ISTAT) - Elaboração gráfica da Wikipedia |